# Pastoral do Menor
A pastoral do menor é um serviço da Igreja católica voltada para o atendimento de diferentes situações como, saúde, terra, trabalho, moradia, crianças e adolescentes. A Pastoral do Menor iniciou em São Paulo, em 1977,  tendo como missão a “promoção e defesa da vida da criança e do adolescente empobrecido e em situação de risco, desrespeitados em seus direitos fundamentais”. Seu lema é "Quem acolhe o menor a mim me acolhe".